# Sindora bruggemanii
Sindora bruggemanii är en ärtväxtart som beskrevs av De Wit. Sindora bruggemanii ingår i släktet Sindora och familjen ärtväxter. Inga underarter finns listade i Catalogue of Life.